# 20289 Nettimi
20289 Nettimi è un asteroide della fascia principale. Scoperto nel 1998, presenta un'orbita caratterizzata da un semiasse maggiore pari a 2,3209607 UA e da un'eccentricità di 0,1240300, inclinata di 6,44874° rispetto all'eclittica.